# Римско утврђење (Mansio Municipium)
Римско утврђење (Mansion Municipium) или Калиште се налазило на благо узвишеном потезу званом Градац, уз десну обалу реке Витовнице, на крајњем југозападном делу Стишке равнице. 
На Појтингеровој табли, утврђење је забележено као станица Муниципиум, на римском путу који је повезивао Сингидунум (Београд) са Сердиком (Софија) и водио даље према Цариграду. Према овој карти била је удаљена од Виминацијума 18 римских миља (26,6 кm), што је познатом истраживачу Феликсу Каницу помогло да утврди тачан положај локалитета на потезу Градац, где су откривени остаци делимично очуваног утврђења.
Истраживања су показала да је утврђење настало крајем I века нове ере, а највећи процват је доживело у III и IV веку. Истражени су античко купатило - терме и делови две некрополе, бедема и пута. Утврђење је било величине од 250 х 150 метара, са бедемима од два метра дебљине, док су остали објекти мањих димензија. За њихово зидање су коришћени камен и у мањем обиму опека, а као везиво кречни малтер.
Југозападно од утврђења постојала је старија некропола са покојницима који су спаљивани, док је на северу откривена некропола где су скелетно сахрањивани. 
Утврђење је разорено крајем IV века, приликом најезде Хуна, и након тога више није обнављано.